# 하제용
하제용(1988년 5월 3일 ~ )은 대한민국의 배우이다.

## 학력
- 2004년 ~ 2007년 해룡고등학교

## 출연

### 방송

#### 드라마
- 2021년 KBS 2TV 《신사와 아가씨》 - 팔씨름 상대 역

#### 교양
- 2016년 SBS 《순간포착 세상에 이런일이》 - 출연자 (2016.05.12)

#### 예능
- 2008년 SBS 《스타킹》 - 참가자 (2008.02.23)
- 2012년 유튜브 《대한민국 가장 힘 쎈 남자》 (웹 예능) - 진행자 (2012.11.11~)
- 2016년 SBS 《동상이몽, 괜찮아 괜찮아》 - 출연자 (2016.01.02)

### 영화
- 2020년 《프리즈너》 - 명두만 역
- 2021년 《이번엔 잘 되겠지》 - 하제용 역